# Mentzelia lobata
Mentzelia lobata là một loài thực vật có hoa trong họ Loasaceae. Loài này được (Hook.) Hemsl. mô tả khoa học đầu tiên năm 1880.